# Madchester
Madchester foi um movimento de rock alternativo de Manchester, Inglaterra, nos finais da década de 1980 e inícios da década de 1990. A música resultante deste movimento pode ser caracterizada como uma mistura de rock alternativo, neo-psicodelia e dance music.
Entre as bandas mais representativas do movimento destacam-se: The Stone Roses, Happy Mondays, Inspiral Carpets, James, The Charlatans e A Guy Called Gerald.
A banda também Manchesteriana, New Order, não é considerada parte do Madchester mas é a maior influência para o movimento, tanto por suas músicas quanto pelo fato de ter sido dona da casa noturna onde o movimento nasceu e se desenvolveu definitivamente, The Haçienda.